# Edulex
Edulex is het digitaal archief van omzendbrieven, wetten en decreten in verband met het Vlaamse onderwijs. Het is een elektronische dienst van het onderwijsministerie. Alle regelgeving, ook die uit het (verre) verleden die nog van toepassing is, zowel omzendbrieven, decreten,  "BVR's" (Besluit van de Vlaamse regering), of ministeriële besluiten en omzendbrieven kan men erin terugvinden.
De zoekfunctie werkt zowel naar inhoud, rubriek, onderwijsniveau, datum, soort wet als op trefwoorden. Ook alle formulieren, bijlagen die in het onderwijs circuleren kunnen er geraadpleegd en afgehaald worden. Het grote voordeel ten opzichte van de vroegere "papieren" wetgeving is, dat men steeds de meeste recente versie vindt, wat in een snel evoluerend onderwijslandschap geen overbodige luxe is.
Het Franstalig onderwijs in België kent iets gelijkaardigs: GALLILEX.